# Ghost Culture
Ghost Culture is een pseudoniem van de Britse producer James Greenwood (Londen, 1990). Hij brengt housemuziek met een sterke invloed uit de synthpop. Naast producer is hij ook zanger van zijn eigen nummers. 

## Biografie
Greenwood begon zijn loopbaan als engineer in een muziekstudio. In 2013 was Greenwood betrokken bij de productie van het album Drone Logic van Daniel Avery. Hierdoor ontmoette hij Erol Alkan. Die werd enthousiast over de eigen producties van Greenwood en bood hem een contract aan bij zijn label Phantasy Sound. Hij debuteerde op het label met de ep Mouth. Later verschenen de singles Mouth, Arms en Guidecca. Begin 2015 kwam zijn titelloze debuutalbum uit.

## Discografie

### Albums
- Ghost Culture (2015)

### Singles
- Mouth (2013)
- Arms (2014)
- Guidecca (2014)

- Bibliothèque nationale de France: cb16973595m (data)
- International Standard Name Identifier: 0000 0004 5021 3127
- Library of Congress Control Number: n2017041219
- MusicBrainz: fc923e56-521e-40fe-bc89-730e6f3c78e0
- Virtual International Authority File: 316456331
- WorldCat: E39PBJyrRfPhq7hwp6Xm8TrXh3